# Stargate (arcadespel)
Stargate (ook bekend als Defender II) is een arcadespel van Williams Electronics dat werd uitgebracht in 1981. Het werd geporteerd naar diverse platforms.

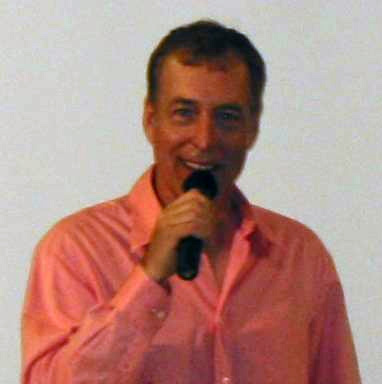
Ontwerper Eugene Jarvis (2006)

## Platforms
| Jaar | Platform            |
| ---- | ------------------- |
| 1981 | Arcade              |
| 1983 | Apple II, PC Booter |
| 1984 | Atari 2600          |
| 1985 | Commodore 64        |
| 1987 | NES                 |
| 2002 | Palm OS             |

## Ontvangst
| Beoordeeld door                | Jaar | Platform   | Score |
| ------------------------------ | ---- | ---------- | ----- |
| The Video Game Critic          | 2001 | Atari 2600 | 100%  |
| All Game Guide                 | 1998 | Arcade     | 80%   |
| The Atari Times                | 2004 | Atari 2600 | 75%   |
| Megablast                      | 1992 | Atari 2600 | 74%   |
| Power Play                     | 1987 | Atari 2600 | 70%   |
| ASM (Aktueller Software Markt) | 1989 | NES        | 51%   |
| The Video Game Critic          | 2000 | NES        | 42%   |
| TeleMatch                      | 1984 | Atari 2600 | 40%   |

## Trivia
- Het spel is opgenomen in het boek 1001 Video Games You Must Play Before You Die van Tony Mott.